# Tochigi SC
Tochigi Soccer Club är ett fotbollslag från Utsunomiya i Tochigi prefektur i Japan. Laget spelar för närvarande (2020) i den näst högsta proffsligan J2 League.

## Placering tidigare säsonger
| Säsong | Nivå | Liga      | Placering | Referens | Notering                  |
| ------ | ---- | --------- | --------- | -------- | ------------------------- |
| 2009   | 2    | J2 League | 17        | [ 2 ]    |                           |
| 2010   | 2    | J2 League | 10        | [ 3 ]    |                           |
| 2011   | 2    | J2 League | 10        | [ 4 ]    |                           |
| 2012   | 2    | J2 League | 11        | [ 4 ]    |                           |
| 2013   | 2    | J2 League | 9         | [ 5 ]    |                           |
| 2014   | 2    | J2 League | 12        | [ 6 ]    |                           |
| 2015   | 2    | J2 League | 22        | [ 7 ]    | Nedflyttad till J2 League |
| 2016   | 3    | J3 League | 2         | [ 8 ]    |                           |
| 2017   | 3    | J3 League | 2         | [ 9 ]    | Uppflyttad till J2 League |
| 2018   | 2    | J2 League | 17        | [ 10 ]   |                           |
| 2019   | 2    | J2 League | 20        | [ 11 ]   |                           |
| 2020   | 2    | J2 League | 10        | [ 12 ]   | Pandemin                  |
| 2021   | 2    | J2 League | 14        | [ 13 ]   | Pandemin                  |
| 2022   | 2    | J2 League | 17        | [ 13 ]   | Pandemin                  |
| 2023   | 2    | J2 League | 19        | [ 14 ]   |                           |
| 2024   | 2    | J2 League | 18        | [ 15 ]   |                           |

## Spelartrupp
Aktuell 23 april 2022
| Nr | Land      | Pos | Namn                                  |
| -- | --------- | --- | ------------------------------------- |
| 1  | Japan     | MV  | Shuhei Kawata                         |
| 2  | Japan     | F   | Yukuto Omoya                          |
| 3  | Japan     | F   | Hayato Kurosaki                       |
| 4  | Japan     | MF  | Sho Sato                              |
| 7  | Japan     | MF  | Yuki Nishiya (kapten)                 |
| 9  | Japan     | A   | Yuji Senuma                           |
| 10 | Japan     | MF  | Toshiki Mori                          |
| 11 | Brasilien | MF  | Juninho                               |
| 13 | Japan     | MF  | Rimu Matsuoka                         |
| 14 | Japan     | MF  | Teppei Yachida (lån från Kyoto Sanga) |
| 15 | Japan     | F   | Naoki Otani                           |
| 16 | Spanien   | F   | Carlos Gutiérrez                      |
| 17 | Japan     | MF  | Ren Yamamoto                          |
| 18 | Japan     | MF  | Sho Omori                             |
| 19 | Japan     | A   | Koki Oshima                           |

| Nr | Land    | Pos | Namn                                          |
| -- | ------- | --- | --------------------------------------------- |
| 20 | Japan   | F   | KennedyEgbus Mikuni (lån från Avispa Fukuoka) |
| 21 | Turkiet | A   | Ömer Tokaç                                    |
| 22 | Japan   | F   | Kenya Onodera                                 |
| 23 | Japan   | MF  | Keita Ueda (lån från Yokohama F. Marinos)     |
| 24 | Japan   | MF  | Kosuke Kambe                                  |
| 25 | Japan   | MV  | Yuya Aoshima                                  |
| 27 | Japan   | A   | Masato Igarashi                               |
| 29 | Japan   | A   | Kisho Yano                                    |
| 30 | Japan   | F   | Kenta Fukumori (lån från Oita Trinita)        |
| 32 | Japan   | A   | Ko Miyazaki                                   |
| 33 | Japan   | MF  | Ryota Isomura                                 |
| 35 | Japan   | F   | Kaito Suzuki (lån från Júbilo Iwata)          |
| 38 | Japan   | A   | Sora Kobori                                   |
| 40 | Japan   | F   | Keita Ide                                     |
| 41 | Japan   | MV  | Kazuki Fujita (lån från Albirex Niigata)      |